# Danny Barcelona
Danny Barcelona (23. juli 1923 i Honolulu, Hawaii – 1. april 2007 i Californien, USA) var en filippinsk/amerikansk jazztrommeslager.
Barcelona blev berømt i Louis Armstrong´s orkester, og var med ham fra 1956 til dennes død i 1971.
Han var bl.a. med til at indspille de legendariske hits Hello Dolly og What a Wonderful World. 